# Скульптура Матері Божої з Ісусом (Джурин)

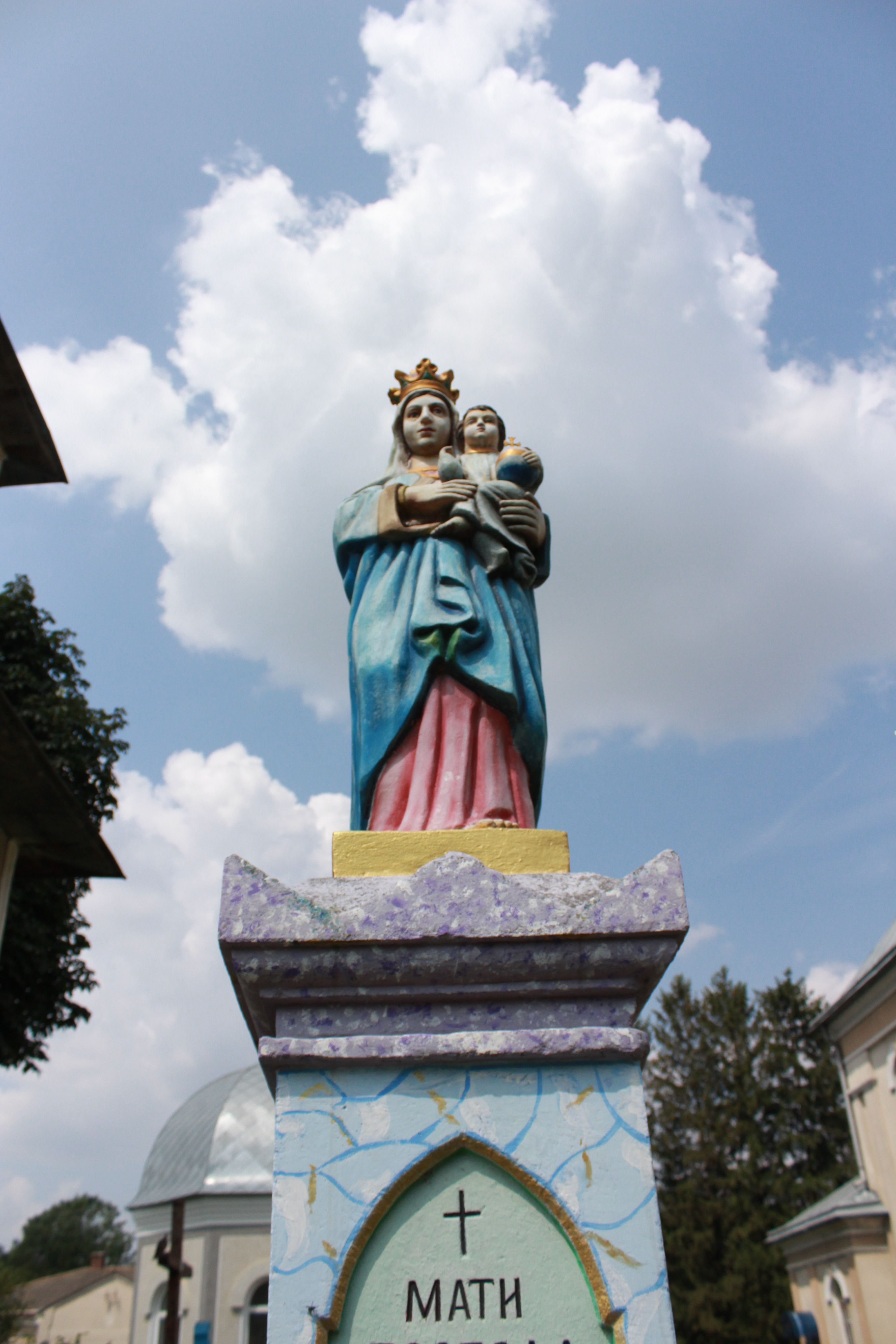
Скульптура Матері Божої з Ісусом 1911 р.

Скульптура Матері Божої з Ісусом — пам'ятка монументального мистецтва місцевого значення в Україні. Розташована в селі Джурин Чортківського району Тернопільської області, біля церкви.
Статус отриманий згідно з наказом управління культури Тернопільської облдержадміністрації від 27 січня 2010 року № 16. Перебуває у віданні Джуринської сільської ради.
Обидві скульптури встановлені в 1904 та 1911 рр. біля місцевої церкви.
Оголошені пам'ятками монументального мистецтва місцевого значення, охоронні номери 3052 (1904 р.) та 3053 (1911 р.).